# Orhangazi, Ödemiş
Orhangazi là một xã thuộc huyện Ödemiş, tỉnh İzmir, Thổ Nhĩ Kỳ. Dân số thời điểm năm 2010 là 290 người.